# Bertil Olow
Knut Bertil Olow, född 30 juli 1918 i Lund, död 10 oktober 1980, var en svensk kirurg.
Olow, som var son till bankdirektör Knut Olow och Anna Maria Svensson, blev medicine kandidat 1940, medicine licentiat 1945, medicine doktor i Lund 1962 och docent i kirurgi vid Lunds universitet 1963. Han var underläkare vid kirurgiska kliniken på Karlskoga lasarett 1946–1950, vid kirurgiska, plastikkirurgiska och ortopediska klinikerna på Malmö allmänna sjukhus samt neurokirurgiska kliniken på Lunds lasarett 1950–1965, blev biträdande överläkare vid kirurgiska kliniken på Borås lasarett 1965 och överläkare på Ängelholms sjukhus 1970. Han studerade i England 1949 och 1959, i USA 1964 och tjänstgjorde där 1965. Han författade skrifter i kirurgi.